# Xylica kilimandjarica
Xylica kilimandjarica is een insect uit de orde Phasmatodea en de familie Bacillidae. De wetenschappelijke naam van deze soort is voor het eerst geldig gepubliceerd in 1909 door Yngve Sjöstedt, die ze tijdens een expeditie naar de Kilimanjaro had ontdekt.